# Tengeri, tavi, folyami járművek casco biztosítása
A tengeri, tavi, folyami járművek casco biztosítása olyan önkéntesen köthető vagyonbiztosítás, amely a biztosított járműben bekövetkezett különböző típusú károkra nyújt fedezetet, jellemzően önrész kikötésével. A biztosítás tárgyát képezik az érvényes magyar hatósági jelzésekkel és dokumentumokkal ellátott hajók (tengeri, tavi, folyami vagy csatornán használt járművek, a folyami és csatornán használt hajók, tavi hajók). A biztosítás vonatkozhat teljes vagy részkárra is. Működését tekintve nincs különbség a gépjárművek és a tengeri, tavi, folyami járművekre köthető casco biztosítások között. 
A megkötött casco biztosítási szerződés terhére a biztosító kártérítést fizethet egy 3. személynek okozott baleset esetében arra a kárra, ami a saját hajóban keletkezett. A casco biztosítás fedezi ezenkívül az alkatrészekben, a gépi berendezésekben és a felszerelésekben esett károkat, de ilyen esetben a kártérítés fontos feltétele, hogy csak azokra az eszközökre vonatkozik a kifizetés, amelyek a hajó alapfelszereltségének szoros részét képezik, illetve amik a működőképességhez elengedhetetlenek. A megkötött casco szerződés nem csak addig biztosít fedezetet a járműre, amíg a hajó közlekedik, hanem arra az esetre is vonatkozik, amíg a hajó a kikötőben vagy a dokkban tartózkodik, illetve arra az időre is, amíg a járművet szárazföldön szállítják. A casco hatálya kiterjed elemi károkra is, ugyanakkor alapesetben nem vonatkozik jet-skire, kézzel hajtott csónakokra, segédmotoros csónakokra vagy légpárnás járművekre.